# Inch Valley
Inch Valley  est une localité rurale faiblement peuplée, située dans la région d’Otago dans l’ Île du Sud de la Nouvelle-Zélande .

## Situation
Elle est localisée au nord-ouest de la ville de Palmerston et de Glenpark, à l’est de celle de Stoneburn, sur les berges du fleuve Shag .

## Économie
L’activité économique autour de la ville de Inch Valley est basée sur l’agriculture.

## Transport
Inch Valley est localisée entre Glenpark et Dunback sur le trajet de la route Highway 85/S H 85 (en). 
Pendant 104 années, un embranchement ferroviaire du chemin de fer passa à travers la localité d'Inch Valley; 
Pour 68 de ces années, elle servit de jonction du rail. 
La ligne de la branche de Dunback (en) à partir de la ligne de la ligne principale du sud (en) passant à travers Inch Valley en direction de la ville de Dunback ouvrit le 29 août 1885 pour couvrir le secteur et desservir les intérêts des fermes.
Le 31 mars 1900, la courte section de la branche de Makareo (en) allant d'Inch Valley en direction du nord-est vers l’installation de production de chaux de Makareao  ouvrit à la circulation des trains. 
Les passagers d'Inch Valley étaient desservis seulement par un train mixte (en), qui circulait entre Palmerston et Dunback. 
Du fait de la fréquentation déclinante, ce service passager fut interrompu le 10 août 1930 et seuls des trains de marchandises continuèrent à circuler.  
La station de chemin de fer d'Inch Valley avait un petit hangar avec un simple abri pour les passagers, un quai de chargement et une boucle pour seulement 15 wagons et à 100 mètres au-delà se trouvait la voie d’évitement  pour les croisements des trains.
Le 1er janvier 1968, la branche de Dunback fut fermée complètement du fait de pertes financières substantielles. 
Le fret local ne fut dès lors plus transporté, les trains circulant à travers la ville d’Inch Valley, ne s’arrêtaient plus mais passant 3 fois par semaine pour desservir la carrière de Makareao.  
Le 1er juin 1989, cette ligne fut fermée. 
Le ballast du chemin de fer est toujours visible autour du secteur d’Inch Valley.
Au niveau du site de l’ancienne station, une série d’aiguillages et le quai de chargement sont toujours en place. 
Un pont de 15 arches à tréteaux, qui permettait de faire passer la branche de Makareao au-dessus du fleuve Shag fut détruit au milieu des années  1990 au cours d’un exercice d’entraînement militaire.